# Eminence (Kentucky)
Eminence é uma cidade localizada no estado americano de Kentucky, no Condado de Henry.

## Demografia
Segundo o censo americano de 2000, a sua população era de 2231 habitantes.
Em 2006, foi estimada uma população de 2261, um aumento de 30 (1.3%).

## Geografia
De acordo com o United States Census Bureau tem uma área de
5,6 km², dos quais 5,6 km² cobertos por terra e 0,0 km² cobertos por água. Eminence localiza-se a aproximadamente 285 m acima do nível do mar.

## Localidades na vizinhança
O diagrama seguinte representa as localidades num raio de 20 km ao redor de Eminence.